# Тиринф
Тири́нф (др.-греч. Τίρυνς, греч. Τίρυνθα) — древний город в Арголиде, на полуострове Пелопоннес. Укреплённое поселение на холме, существовавшее с начала бронзового века. Достигло расцвета между 1400 и 1200 годами до н. э. Достопримечателен дворцом, циклопическими туннелями, стенами, за которые назван Гомером «крепкостенным Тиринфом»; связан с циклом мифов о Геракле, по некоторым источникам — его родина.
В 464 до н. э. разрушен землетрясением. Сохранился акрополь в 1,5-2 км от Нафплиона, раскопки произведены Шлиманом в 1884 году, описание издано в 1886 году. После осмотра циклопических стен руин города во II веке н. э. Павсаний написал, что связанные вместе два мула не смогли сдвинуть с места самый маленький каменный блок.
Тиринф был крепостью для защиты Микен с морской стороны. Это поселение располагалось изначально на холме, но затем население переселилось на равнину в низовье, где часто страдало от осенне-весенних паводков ручья, огибавшего соседний холм. Чтобы избежать затопления, холм был срыт, а ручей введен в новое русло. Это было наравне с Микенской дамбой одно из крупнейших инженерных сооружений Древнего мира.
В нижнем городе сохранился двухнефный мегарон с опорами по оси; двухнефные залы конца Микенского периода известны также в Асине и в Элевсине. По схеме эти мегароны сходны с мегаронами шестого поселения Трои. Но возникли они уже после гибели Трои VI и, видимо, самостоятельно. При скромных размерах и отделке эти памятники имеют особое значение в генезисе греческой архитектуры. Большой мегарон имеет то же начертание и те же размеры, что и мегарон Пилоса. Но входной портик соединялся с аванзалом не одним, а тремя проёмами. Аванзал, как и на Крите, мог раскрываться под портик. Нижняя часть стены аванзала была украшена орнаментом из чередующихся триглифов и полурозеток. Рядом с большим мегароном расположены еще два меньших мегарона с малым двором. Второстепенные помещения дворца имели не менее двух этажей; вопрос об этажности мегаронов неясен. В группе подсобных помещений к западу от большого мегарона обнаружена ванная комната, пол которой состоит из громадной плиты (3×3,5 м), гладко отесанной сверху; вода стекала с нее в каменный сток, входивший в систему сточных каналов.
Сырцовые стены зданий в акрополе имели цоколь из рваного камня, положенного в глину. Тесаный камень применен только для порогов, баз ант и колонн. Стены были оштукатурены, а во многих помещениях украшены фресками. Хотя техника фресок и сходна с критской, но их стиль и тематика совсем иные (одетые в хитоны женщины на колеснице, травля вепря собаками). Фриз из щитов в виде восьмерок неотличим от Кносского дворца на Крите. Полы из известкового раствора разбиты на шашки, в которых изображены рыбы, чередующиеся с осьминогами; узор ориентирован к трону. Композиция двора и мегарона значительно более развита, чем в Пилосе. Мегарон с портиком и аванзалом более самостоятелен, он выступал к колонному двору как чётко очерченный объем, значение которого подчеркивалось алтарем. Поразителен контраст между богатством архитектуры внутренних дворов и мегаронов, с их колоннами, фресками и тонкими рельефами и грубой мощью циклопических стен с тяжелыми воротами.
Время постройки циклопических мегалитических стен и туннелей Тиринфа датированы условно.
Список мифических царей Тиринфа:
- Прет — ок. 1400 гг. до н. э.
- Мегапенф — ок. 1400—1300 гг. до н. э.

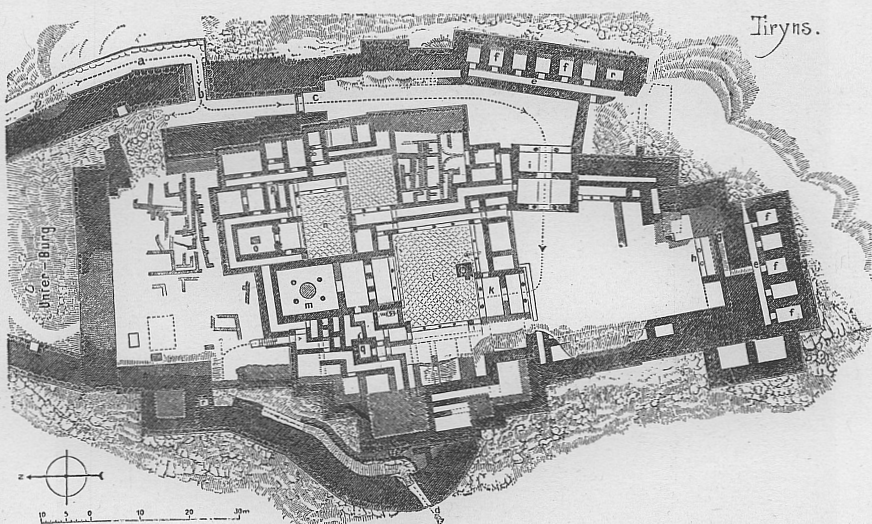
План дворца в Тиринфе

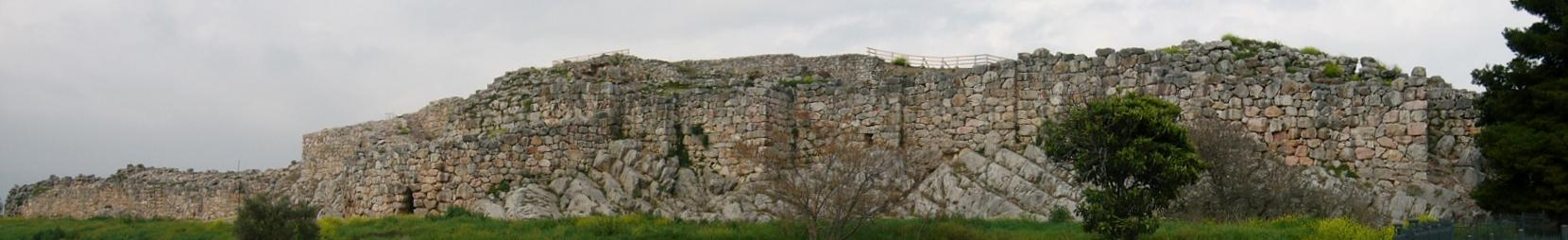
Современное состояние дворца в Тиринфе

- Персей — ок. 1300 гг. до н. э.

Персей перенёс столицу в Микены.